# Heroic bloodshed
L'heroic bloodshed (littéralement le carnage héroïque en français) est un genre du cinéma d'action hongkongais tournant autour de scènes d'action stylisées et de thèmes dramatiques tels que la fraternité, l'honneur, le devoir, la rédemption et la violence,. Le terme heroic bloodshed a été inventé par l'éditeur Rick Baker dans le magazine Eastern Heroes à la fin des années 1980, en se référant spécialement aux réalisateurs John Woo ou Ringo Lam. Baker a défini le genre comme étant « un film d'action hongkongais présentant un grand nombre de combats à l'arme à feu et de gangsters plutôt que de kung fu. Beaucoup de sang. Beaucoup d'action. »
Le film Le Syndicat du crime de Woo a grandement popularisé le genre. Woo a ensuite gardé une influence importante sur l'heroic bloodshed du fait de sa popularité et de l'évolution de ses travaux suivants comme Le Syndicat du crime 2, The Killer et À toute épreuve.

## Liste
- The Brothers (1979)
- Cops and Robbers (1979)
- The Head Hunter (1982)
- Coolie Killer (1982)
- Mercenaries from Hong Kong (1982)
- On the Wrong Track (1983)
- Men from the Gutter (1983)
- Long Arm of the Law (1984)
- Danger Has Two Faces (1985)
- Pursuit of a Killer (1985)
- Hong Kong Godfather (1985)
- Le Syndicat du crime (1986)
- Brotherhood (1986)
- Above the Law (1986)
- Legacy of Rage (1986)
- True Colours (1986)
- City on Fire (1987)
- Rich and Famous (1987)
- Tragic Hero (1987)
- Sworn Brothers (1987)
- Flaming Brothers (1987)
- Long Arm of the Law 2 (1987)
- People's Hero (1987)
- Le Syndicat du crime 2 (1987)
- Fury (1988)
- Walk on Fire (1988)
- Final Justice (1988)
- First Shot (1988)
- In the Blood (1988)
- Tiger Cage (1988)
- The Dragon Family (1988)
- The Big Heat (1988)
- Hero of Tomorrow (1988)
- Gunmen (1988)
- City Warriors (1988)
- City War (1988)
- All About Ah-Long (1989)
- Bloody Brotherhood (1989)
- Long Arm of the Law 3: Escape from Hong Kong (1989)
- Runaway Blues (1989)
- My Heart Is That Eternal Rose (1989)
- The Last Duel (1989)
- Close Escape (1989)
- Wild Search (1989)
- Casino Raiders (1989)
- The Killer (1989)
- Just Heroes (1989)
- A Better Tomorrow III (1989)
- China White (1989)
- Return Engagement (1990)
- The Unmatchable Match (1990)
- Killer's Romance (1990)
- Curry and Pepper (1990)
- A Moment of Romance (1990)
- Long Arm of the Law IV (1990)
- Bullet in the Head (1990)
- Gangland Odyssey (1990)
- Dragon in Jail (1990)
- Triad Story (1990)
- Blood Stained Tradewinds (1990)
- Once a Thief (1991)
- Casino Raiders 2 (1991)
- The Last Blood (1991)
- Bullet for Hire (1991)
- Hong Kong Godfather (1991)
- Invincible (1992)
- Blowback: Love & Death (1992)
- À toute épreuve (1992)
- The Shootout (1992)
- Fatal Chase (1992)
- Dust of Angels (1992)
- With or Without You (1992)
- Gun n' Rose (1992)
- Full Contact (1992)
- A Moment of Romance II (1993)
- First Shot (1993)
- No More Love, No More Death (1993)
- The Killer's Love (1993)
- Crime Story (1993)
- Hard Target (1993)
- Story of Kennedy Town (1993)
- Aatish: Feel the Fire (1994)[6]
- Rock N'Roll Cop (1994)
- Return to a Better Tomorrow (1994)
- Tian Di (1994)
- A Taste of Killing and Romance (1994)
- Hunting List (1994)
- Revanchist (1994)
- Alone in the Night (1994)
- Man Wanted (1995)
- The Peace Hotel (1995)
- Enemy Shadow (1995)
- Love, Guns & Glass (1995)
- The Adventurers (1995)
- Young and Dangerous (1996)
- A Moment of Romance III (1996)
- Shanghai Grand (1996)
- Big Bullet (1996)
- Somebody Up There Likes Me (1996)
- Dang Bireley's and Young Gangsters (1997)
- Full Alert (1997)
- Postman Blues (1997)
- Mahjong Dragon (1997)
- Island of Greed (1997)
- A True Mob Story (1998)
- The Longest Nite (1998)
- Un tueur pour cible (The Replacement Killers) (1998)
- Ballistic Kiss (1998)
- Cheap Killers (1998)
- Beast Cops (1998)
- Expect the Unexpected (1998)
- A Hero Never Dies (1998)
- The Mission (1999)
- Dead or Alive (1999)
- Friendship Breakdown (1999)
- Century of the Dragon (1999)
- Killer (2000)
- Double Tap (2000)
- A War Named Desire (2000)
- Dead or Alive 2: Birds (2000)
- Born Wild (2001)
- Fulltime Killer (2001)
- Color of Pain (2002)
- Dead or Alive: Final (2002)
- Devil Face, Angel Heart (2002)
- Infernal Affairs (2002)
- PTU (2003)
- Heroic Duo (2003)
- Infernal Affairs II (2003)
- Infernal Affairs III (2003)
- Moving Targets (2004)
- La Voie du Jiang Hu (2004)
- Explosive City (2004)
- Divergence (2005)
- Set to Kill (2005)
- Wo Hu (2005)
- Dragon Squad (2005)
- The City of Violence (2006)
- Dog Bite Dog (2006)
- On the Edge (2006)
- Exiled (2006)
- Yakuza : L'Ordre du dragon (2007)
- Invisible Target (2007)
- Blood Brothers (2007)
- Brothers (2007)
- Triangle (2007)
- Hong Kong Bronx (2008)
- Fatal Move (2008)
- The Moss (2008)
- Chaos (2008)
- The Crash (2008)
- Snipers, tireur d'élite (2009)
- Vengeance (2009)
- A Better Tomorrow (2010)
- Black Ransom (2010)
- Monga (2010)
- The Stool Pigeon (2010)
- Let the Bullets Fly (2010)
- Drug War (2012)
- The Last Tycoon (2012)
- The Viral Factor (2012)
- The Gangster (2012)
- The White Storm (2013)
- That Demon Within (2014)
- Wild City (2015)
- The Mobfathers (2016)
- Trivisa (2016)
- Extraordinary Mission (2017)
- A Better Tomorrow 2018 (2018)